# Labașinț
Labașinț – wieś w Rumunii, w okręgu Arad, w gminie Șiștarovăț. W 2011 roku liczyła 9 mieszkańców. 